# Bratkówka (gmina)
Bratkówka (do 1939 Odrzykoń; od 1976 Wojaszówka) – dawna gmina wiejska istniejąca w latach 1939–1954 i 1973–1976 w woj. lwowskim/rzeszowskim/krośnieńskim (dzisiejsze woj. podkarpackie). Siedzibą władz gminy była Bratkówka.
Gminę Bratkówka utworzono 1 października 1939 roku w województwie lwowskim, w powiecie krośnieńskim z obszaru zniesionej gminy Odrzykoń.
Po wojnie gmina Bratkówka weszła w skład woj. rzeszowskiego (nadal w powiecie krośnieńskim). Według stanu z dnia 1 lipca 1952 roku gmina składała się z 10 gromad: Bajdy, Bratkówka, Łączki Jagiellońskie, Łęki Strzyżowskie, Odrzykoń, Pietrusza Wola, Rzepnik, Ustrobna, Wojaszówka i Wojkówka. Gmina Bratkówka została zniesiona 29 września 1954 roku wraz z reformą wprowadzającą gromady w miejsce gmin.
Gminę reaktywowano w dniu 1 stycznia 1973 roku w woj. rzeszowskim, w powiecie krośnieńskim, w skaładzie zwiększnym o sołectwo Przybówka, należące przed 1954 do gminy Frysztak 1 czerwca 1975 roku gmina znalazła się w nowo utworzonym woj. krośnieńskim. 2 lipca 1976 roku siedzibę gminnych organów władzy i administracji państwowej przeniesiono z Bratkówki do Wojaszówki, a gminę przemianowano na gmina Wojaszówka.